# Joseph Ettedgui
Joseph Ettedgui (* 22. Februar 1936 in Casablanca; † 18. März 2010 in London) war ein britischer Modedesigner und Einzelhändler sowie Gründer des Modelabels Joseph.

## Werdegang
Ettedgui wurde 1936 in Casablanca als Sohn eines Einzelhändlers in eine jüdische, französisch-marokkanische Familie geboren. 1960 emigrierten er und sein Bruder Maurice nach London, um einen Friseursalon, Salon 33, in der King’s Road 33 zu eröffnen. 1962 folgte ihnen der dritte Bruder Franklin. Anfang der 1970er Jahre begann Ettedgui im Kellergeschoss seines Salons Mode von Kenzo zu verkaufen, welchen er bei den Modenschauen in Paris kennengelernt hatte. Ein Redakteur der The Sunday Times entdeckte die Auswahl, machte daraus eine Fotostrecke und verhalf Ettedgui damit zu erstem Erfolg. Die erste eigene Mode-Boutique namens Coco wurde 1972 in Chelsea eröffnet. Ein kleines Londoner Familienunternehmen stellte für Ettedgui Strickwaren her. In der Boutique bot Ettedgui neben seinen eigenen, schlichten Entwürfen auch ausgefallene Mode von kontinentaleuropäischen Designern wie Emmanuelle Khanh, Jean-Charles de Castelbajac, Moschino oder Kenzo an. Dies sollte sein Konzept bleiben.
1979 eröffnete Ettedgui auf der Sloane Street die erste von Norman Foster konzipierte Joseph-Boutique mit Marken wie Katharine Hamnett, Margaret Howell und Vivienne Westwood. Die Eröffnung der Boutique begründete den späteren Aufstieg der Sloane Street zu einer Luxus-Einkaufsmeile. Ettedgui hatte keine Ausbildung im Textilbereich, dafür aber einen Blick für modische Trends und ein Geschick für den Einzelhandel. Es folgten weitere Boutiquen unter dem Namen Joseph. 1983 gründete er offiziell sein eigenes Modelabel Joseph, welches er bereits Ende der 1970er Jahre mit der Joseph Tricot Konfektions-Linie mit Strickwaren für Damen und Herren begonnen hatte. Joseph pour la maison hieß  seine Haushaltswaren-Kollektion. Sein erstes Parfum nannte er Joseph Parfum du Jour, welches, wie die Zweitlinie Joseph Bis, 1985 auf den Markt kam; gleichzeitig eröffnete er das Restaurant Joe’s Café auf der King’s Road und die Businessmoden-Linie Joseph pour la ville folgte 1986. Ab Ende der 1970er Jahre entstanden Joseph Geschäfte in Paris (ab 1978), New York (ab 1987) und Tokio. Außerdem war er an der französischen Seidenhemden-Marke Equipment beteiligt, für welche er Geschäfte in London führte. In London eröffnete Ettedgui zudem Flagshipstores für die Designer Yohji Yamamoto und Azzedine Alaïa. In den 1990er Jahren präsentierte er in seinen Boutiquen Mode von Martin Margiela, Helmut Lang, Ann Demeulemeester, Prada oder Gucci, aus deren Kollektionen er sich die schönsten Teile aussuchte. 1991 betrug der Umsatz 22 Millionen Pfund. Die 1990er Jahre waren die Glanzzeiten der Marke Joseph, und Ettedgui galt als Trendsetter der Londoner Modeszene.
1999 verkauften Ettedgui und sein Bruder Franklin das Unternehmen für fast 100 Millionen Pfund an den belgischen Investor Albert Frère, wofür Frère einen 54%igen Anteil am Unternehmen erhielt. 18 % der Anteile blieben bei Joseph und Franklin Ettedgui, 18 % erhielt der Modemanager Robert Bensoussan, 10 % gingen an LVMH. Ettedgui selbst erhielt bei dem Deal um die 30 Millionen Pfund und blieb Kreativchef; sein Bruder Franklin COO. Im Mai 2005 wurde Joseph für ca. 140 Millionen Pfund an den japanischen Modekonzern Onward Kashiyama, langjähriger Lizenzpartner von Joseph in Japan, verkauft. Ettedgui und sein Bruder Franklin erhielten bei der Transaktion für den Verkauf ihrer verbleibenden Anteile weitere 20 Millionen Pfund. Die beiden verließen das Unternehmen Ende 2005.
Ettedgui heiratete Isabel Pritchard, mit der er eine Tochter, Gigi, hat. Aus einer früheren Verbindung stammen die Söhne Peter und Paul, ein Maler. Ein Markenzeichen von Ettedgui selbst war seine dunkle, runde Brille. Er sprach englisch mit französischem Akzent und war Zigarrenraucher. 1998 erwarb Ettedgui den britischen Lederhersteller Connolly, welchen er von einem Automobil-Lederausstatter in einen Hersteller von luxuriösen Kleinlederwaren und Lederbekleidung verwandelte. 2000 eröffnete Ettedgui zusammen mit der italienischen Modemarke Marni deren erste Boutique in London. Noch 2009 eröffnete er sein von ihm selbst ausgestattetes Restaurant Il Vaporetto auf der Londoner Elizabeth Street (2010 geschlossen). Ettedgui starb 2010 an Bauchspeicheldrüsenkrebs.

## Auszeichnungen
Ettedgui erhielt für seine Mode die folgenden Preise:
- British Fashion Award (Kategorie: Knitwear Design) – 1990, 1992, 1993 und 1994
- British Fashion Award (Kategorie: British Classics) – 1990
- British Fashion Award (Kategorie: Contemporary Collections) – 2000